# 波の海
波の海（なみのうみ）は、月の泡の海の北に位置する月の海の一つであり、月の表側にある。泡の海は高台になっている湖の一つとして数えられ、危難の海の中にある。波の海は後期インブリウム代の玄武岩でできており、周囲はネクタリス代の地層に囲まれている。波の海の南端にはドゥビアゴを、北東の端にはコンドルセ-Pを確認することができる。